# Juan Normant
Juan Normant, también conocido como Juan Normán o Jean Normant, fue uno de los maestros mayores que estuvo a cargo de la construcción de la Catedral de Sevilla en el siglo XV. Permaneció activo en esta ciudad entre 1439 y 1478 y sucedió en el puesto de maestro mayor a Carles Galtés de Ruan, también conocido como maestro Carlí. 
Se cree que era natural de Normandía (Francia), pero se desconoce la fecha y lugar exacto de su nacimiento. Toda la información que se tiene sobre su persona proviene del archivo de la Catedral de Sevilla, donde su nombre aparece citado en diversas ocasiones, primero como cantero y a partir de 1454 como maestro mayor, siendo el segundo de los canteros que recibieron expresamente este título. En 1458, el cabildo realizó un pago para costear su desplazamiento a Jerez de la Frontera con objeto de inspeccionar una cantera y en 1478 acordó concederle un espacio para su enterramiento situado muy próximo a los pies de la actual Iglesia del Sagrario que se encuentra adosada el edificio de la Catedral. Se jubiló el 28 de septiembre de 1478 cuando debía tener unos 70 años, se cree que falleció poco después.